# تیره‌های کرد

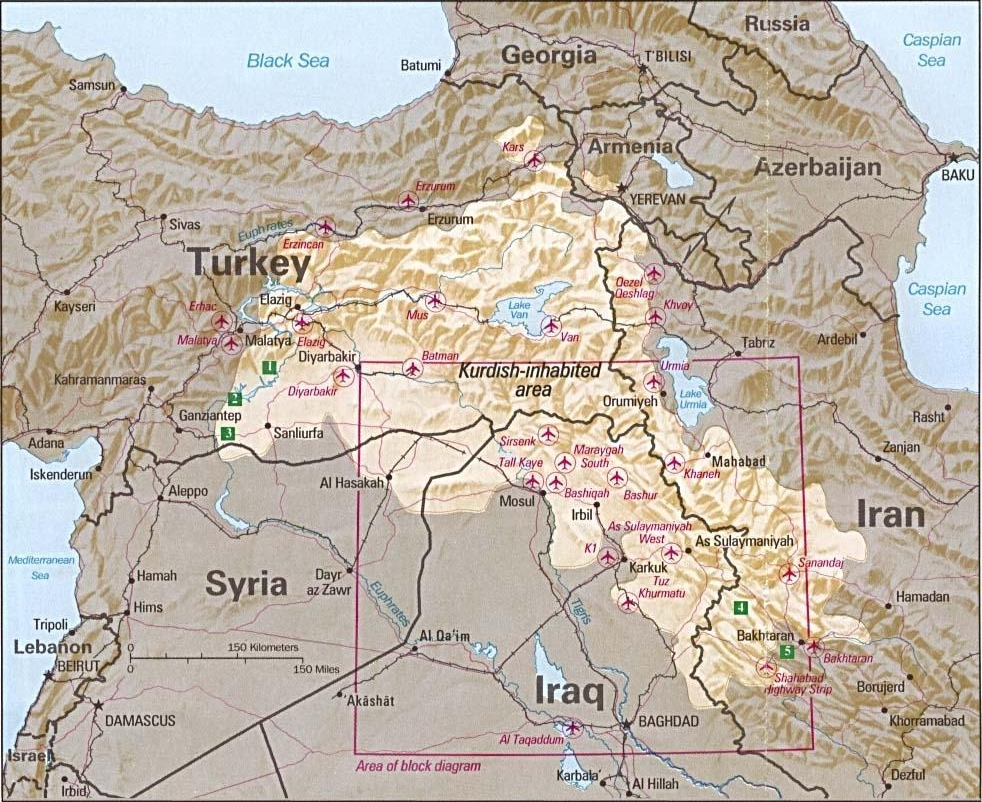
گستره مناطق کردنشین در ایران، عراق، ارمنستان، سوریه و ترکیه

آنچه در زیر می‌آید فهرست تیره‌های مردم کرد از سرزمین کردستان است.

## ایران
در زیر تیره‌های کرد از بخش‌های مختلف ایران امروزی آورده شده:

### استان آذربایجان غربی
- جلالی
- میلان
- حیدران
- دنبلی
- شمسکی
- شکاک
- هرکی
- بیگ زاده
- زرزا
- پیران
- چهاردولی، چرداوریایل چهاردولی
- پشدری
- مامش
- منگور
- مکری
- دهبکری
- گورک
- ملکاری
- سوسنی
- فیض الله بیگی
- بریاجی

### استان کردستان
- دوسکی
- سرشیو
- سورسوری
- بابان (سلیمانی و پاشایی)
- گشکی
- باشوکی
- چهاردولی، چرداوریایل چهاردولی

### استان کرمانشاه
- ایل کلیایی
- ایل بالاوند
- کلهر
- زنگنه
- ایل زوله
- سنجابی
- گوران
- جاف
- باجلان
- قلخانی
- شرف بیانی
- بابان (سلیمانی و پاشایی)
- کرندی
- امیرخانی
- ترکاشوند

### استان ایلام
- ارکوازی
- کرد
- میشخاص (میخاس)
- بدره‌ای (علی شروان)
- ملکشاهی
- خزل
- کلهر (ایوانی)
- ده بالایی

### استان مازندران
- مدانلو
- خواجوند
- عبدالملکی
- رجبیان

### استان گیلان
- عمارلو
- رشوند
- استان خراسان شمالی
- ظفرانلو
- شادلو
- جلالی
- عمارلو
- قراچقلو

## کردستان عراق
در زیر تیره‌هایی از بخش خودگردان عراق که به نام کردستان عراق شناخته شده‌است آورده شده:
- دوسکی
- میخاس

## جمهوری آذربایجان
در زیر تیره‌هایی از بخش کردستان که امروزه درون جمهوری آذربایجان است آورده شده:

### شهرستان لاچین
- شیلانلی

## سرزمین‌های پیشین یا چند مردمگانی
در زیر تیره‌هایی از سرزمین‌های کردنشین که یا زمان زیادی از بودنشان نمی‌گذرد یا در میان مرزهای چندین کشور امروزی هستند یا هر دو:

### استان خراسان
- زعفرانلو
- شادلو
- توپکانلو
- سیوکانلو
- قهرمانلو